# Johan den ståndaktige av Sachsen
Johan den ståndaktige av Sachsen, född 13 juni 1468 i Meissen, död 16 augusti 1532 på slottet Schweinitz, var från 1525 till 1532 kurfurste av Sachsen och tillhörde dynastin Wettin.
Johan var bror till kurfurst Fredrik den vise av Sachsen och övertog 1525 dennes position. Han uppträdde med stor kraft mot de upproriska bönderna Tyska bondekriget, organiserade och blev förste biskop åt den 1527 nygrundade evangeliska kyrkan i Sachsen. Som övertygad anhängare av reformationen var han vid sidan av Filip den ädelmodige en av de ledande krafterna i kampen mot kejsar Karl V. Vid riksdagen 1529 i Speyer tillhörde Johan undertecknarna av den berömda protesten, och 1531 var han en av initiativtagarna till skapandet av Schmalkaldiska förbundet.
Johan gravsattes i Wittenbergs slottskyrka.

## Familj
Johan var först gift med Sofia av Mecklenburg († 1503) och sedan med Margareta av Anhalt († 1521).
Barn

- Johan Fredrik I av Sachsen
- Maria, gift med Filip I av Pommern
- Johan Ernst I av Sachsen-Coburg
- Johan II